# Hồi giáo Sunni

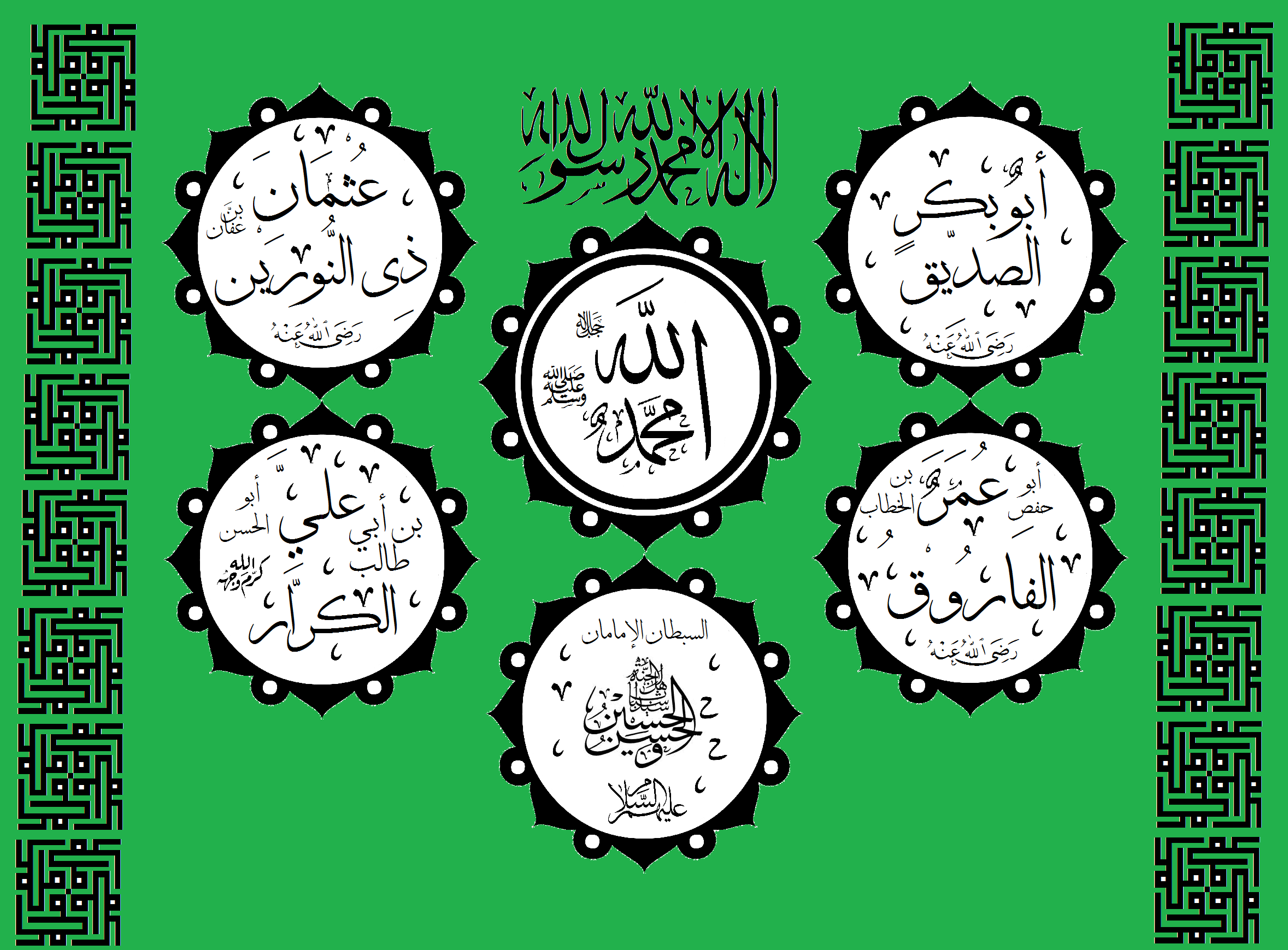
Tác phẩm thư pháp thể hiện các nhân vật quan trọng trong Hồi giáo như Muhammad, Abu Bakar, Umar, Uthman, Ali, Hasan ibn Ali, Hussein ibn Ali cùng với Allah (Chúa)

Hồi giáo Sunni, còn được gọi là Ahl as-Sunnah wa’l-Jamā‘ah (tiếng Ả Rập: أهل السنة والجماعة) hay ngắn hơn là Ahl as-Sunnah (tiếng Ả Rập: أهل السنة), là nhánh lớn nhất của Hồi giáo, với khoảng 85-90% tín đồ Hồi giáo theo phân nhánh này. Tên gọi của phân nhánh này bắt nguồn từ từ Sunnah, nhằm chỉ những chuẩn mực của sứ giả Muhammad mà các tín đồ Hồi giáo cần phải noi theo. Điểm khác biệt của nhánh Sunni này với Hồi giáo Shia (hay Shia) bắt nguồn từ sự bất đồng trong việc thừa nhận truyền nhân kế thừa của Muhammad, và những vấn đề liên quan tới chính trị, thần giáo học và giáo luật, vì theo nhánh Sunni, Muhammad không có bất cứ truyền nhân nào và những người đời sau đã chỉ định Abu Bakar trở thành người tiếp theo, đồng thời là khalifa đầu tiên. Điều này mâu thuẫn với quan điểm của nhánh Shia khi cho rằng Muhammad đã cho con trai của mình và người họ hàng Ali bin Abu Talib kế tục mình.

## Hình thành
Có một nhầm lẫn thường thấy khi cho rằng Hồi giáo Sunni là đại diện cho chuẩn mực của Hồi giáo sau khi Muhammad qua đời vào năm 632, và các nhánh như Shia hay Sufism chỉ là những nhánh con của Sunni. Sự nhầm lẫn này dựa trên sự phụ thuộc vào các tư liệu lịch sử đã đựoc chấp nhận và tin cậy từ lâu, đồng thời cũng do tuơng quan nhánh Sunni có số tín đồ theo là rất lớn. Trên thực tế, cả Sunni và Shia đều là hệ quả của những cuộc chiến tranh trên phuơng diện thần học qua một thời gian dài, và hai nhánh này sử dụng lý tưởng, ý thức của nhau để củng cố thêm cho đặc trưng và học thuyết tôn giáo riêng của họ.Bốn khalifah đầu tiên được các tín đồ theo nhánh Sunni gọi là Rāshidun, gồm có (1) Abu Bakar, (2) Umar, (3) Uthman và (4) Ali.